# Claudio Rîșco
Grigore Claudio Rîșco –también escrito como Claudio Râșco– (Sighetu Marmației, 22 de agosto de 1978) es un deportista rumano que compitió en boxeo.
Ganó una medalla de bronce en el Campeonato Mundial de Boxeo Aficionado de 2001 y dos medallas en el Campeonato Europeo de Boxeo Aficionado, plata en 2000 y bronce en 1998.
En abril de 2004 disputó su primera pelea como profesional. En su carrera profesional tuvo en total 13 combates, con un registro de 10 victorias y 3 derrotas.

## Palmarés internacional
| Campeonato Mundial | Campeonato Mundial    | Campeonato Mundial | Campeonato Mundial |
| Año                | Lugar                 | Medalla            | Categoría          |
| ------------------ | --------------------- | ------------------ | ------------------ |
| 2001               | Belfast (Reino Unido) | Medalla de bronce  | 81 kg              |
| Campeonato Europeo |                       |                    |                    |
| Año                | Lugar                 | Medalla            | Categoría          |
| 1998               | Minsk (Bielorrusia)   | Medalla de bronce  | 81 kg              |
| 2000               | Tampere (Finlandia)   | Medalla de plata   | 81 kg              |